# 宮崎県資産家拉致事件
宮崎県資産家拉致事件（みやざきけんしさんからちじけん）とは、1994年3月27日に宮崎県小林市で発生したオウム真理教事件のひとつ。オウム真理教が起こした組織的犯罪であった。

## 事件のあらまし
被害者の小林市在住の旅館経営者には五人の娘がいた（次女が乳児期に死亡しているため資料によって三女以下の表記が異なる。ここでは次女を除いて年長順にA、B、C、Dとする）。Dが最初に入信し、続いてB、Cが入会した。Dはオウム真理教をいち早く脱会したが、BとCは残った。
1994年3月6日に男性は所有する山林を小林市土地開発公社に9141万円で売却し、そのうち3月8日に2700万円が鹿児島銀行に振り込まれ、残る6441万円が3月28日に宮崎銀行に振り込まれる予定であった。オウム真理教は、この男性の資産に目を付け、財産収奪のために誘拐する計画を立てた。
1994年3月27日夜、Cが父親である旅館経営者に睡眠薬サイレース1ミリリットル入りの茶を飲ませ、井上嘉浩の手引きで東京都中野区のオウム真理教附属医院に監禁した。オウム信者でないAが異変に気づき、附属医院に急行したが、旅館経営者は山梨県西八代郡上九一色村（当時、現在は南都留郡富士河口湖町）のサティアンに移された。その隙に旅館経営者の銀行口座から山林の支払い代金を引き出そうとするが、旅館経営者が事前に支払い停止措置を講じていたため失敗した。
旅館経営者は約5ヶ月間監禁され、そのうちの3ヶ月間は第6サティアンで薬物を注入され続け、14キロ痩せて歩行困難になるほど衰えていた。教団からは、自分たちは毒ガス攻撃を受けているので外は出られないと言われた。オウム真理教に帰依する振りをし、財産を布施する意向を示したことで8月21日にようやく解放された。
9月26日、旅館経営者は自分を拉致した娘たちや教団の顧問弁護士である青山吉伸を告訴した。会見には娘が乱入し「お父さーん、だまされないで！」「この人たちの説明は全部嘘です。」「オウムのおかげで病気は治ったじゃない！」と叫んでいた。

## 裁判
宮崎地方裁判所はBとC、教団福岡支部長らに懲役2~3年の実刑判決を宣告した。